# Antonov An-10
El Antonov An-10 Ukraine (en ruso: Антонов Ан-10 Украина, designación OTAN: Cat) era un avión de pasajeros propulsado por cuatro turbohélices. Hizo su primer vuelo en 1957. Fueron construidos 108 aviones de esta serie. El avión fue desarrollado simultáneamente con una versión de carga, el Antonov An-12 (del que fueron construidos más de 1.200). Este avión fue diseñado para poder ser operado en aeropuertos no preparados.
Después de un accidente debido a la falta de maniobrabilidad en el despegue, se le quitaron aletas estabilizadoras y el avión fue redesignado An-10A. La capacidad para pasajeros aumentó hasta las 110 plazas.
El modelo fue retirado de servicio en 1972 después de un accidente que reveló una debilidad en la estructura de la base alar. Al mismo tiempo, su gemelo Antonov An-12 (que compartía un 90% de componentes con el An-10) se mostró muy robusto y aún continua en servicio en muchos países. Después de la retirada del An-10, este fue remplazado inicialmente por el Ilyushin Il-18 y el Antonov An-24, y luego por el Tupolev Tu-134.

## Historia

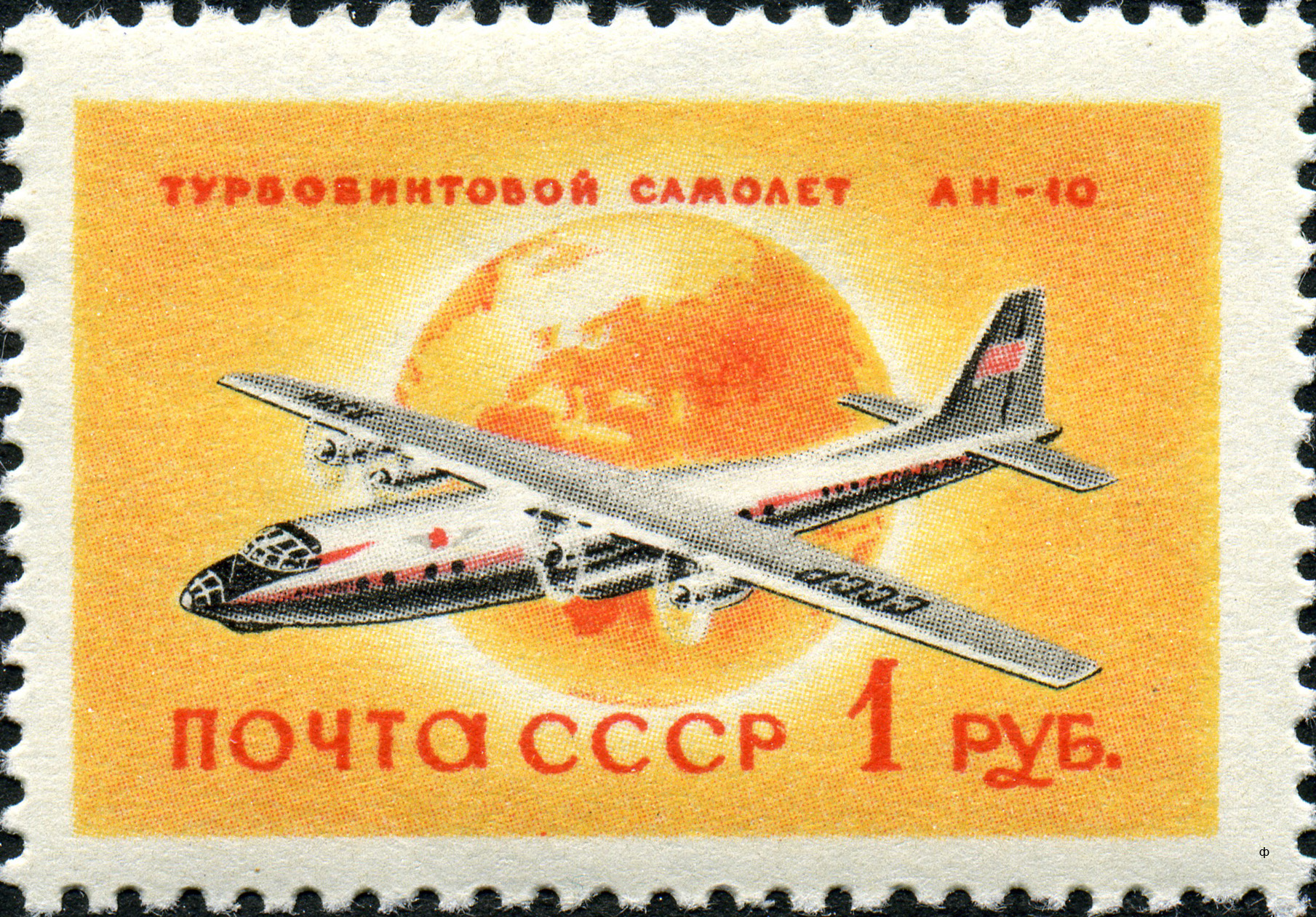
Un An-10 en un sello soviético de 1958

El desarrollo de un avión de cuatro motores destinado para su uso en rutas de 500 a 2000 kilómetros (310 a 1.262 millas) comenzó a fines de 1955. Inspirado en la versión para pasajeros Izdeliye N (Izdeliye - artículo o producto) del Antonov An-8 , la oficina de diseño de Antonov desarrolló el Izdeliye U ("U" para "Universal"), un avión de cuatro motores con un diseño similar al An-8, pero con mayores dimensiones y un fuselaje presurizado de sección circular. Al principio del proceso de diseño, la elección de los motores fue entre el Kuznetsov NK-4 y el Ivchenko AI-20, ya pesar del rendimiento superior, el Kuznetsov NK-4 fue eliminado y el Ivchenko AI-20 fue seleccionado, en parte por el Comité Central El Partido Comunista de Ucrania que quería producir lo más posible en Ucrania, donde estaba la fábrica de Ivchenko.
El primer prototipo voló el 7 de marzo de 1957, revelando una estabilidad direccional deficiente que condujo a una aleta vertical más alta, y luego a aletas auxiliares hexagonales en las puntas del plano de cola. Al comenzar la producción en Zavod (fábrica) No.64, Vorónezh en 1957, los tres aviones iniciales se entregaron con motores Kuznetsov NK-4, debido a la falta de disponibilidad de los motores Ivchenko AI-20. A partir de 1958, los aviones de producción se entregaron con los motores Ivchenko AI-20A que tenían una vida útil más larga y un rendimiento comparable en comparación con los motores Kuznetsov. El nuevo avión fue exhibido al público por primera vez en julio de 1957; el diseño fue aprobado para la producción en masa después de que las pruebas se completaron en junio de 1959. Aeroflot comenzó a operar con el An-10 desde el 22 de julio de 1959 en la ruta Moscú - Simferopol.
Configurada con 85 asientos, la cabina era espaciosa y bien equipada, con asientos cómodos ampliamente espaciados, que brindaban mucho espacio para las piernas, pero debido al bajo piso de la cabina y al amplio diámetro, había mucho espacio inutilizable que limitaba el volumen de carga y equipaje. El uso ineficiente del volumen de la cabina contribuyó en gran medida a la baja carga útil / TOW, que era mucho más baja que la del Ilyushin Il-18 contemporáneo, pero que aún era más alta que la Tupolev Tu-104. Una versión de producción posterior, el An-10A, abordó algunos de los problemas de eficiencia al aumentar el número de asientos de 85 a 89 y 100 (en las dos versiones del An-10A), luego a 117-118 y finalmente a 132 mediante la reducción Inclinación del asiento y cambio de la distribución de la cabina. Desarrollado por los motores Ivchenko AI-20K, el An-10A demostró un rendimiento superior y una carga útil máxima aumentada de 14.5 toneladas (31,970 lb). Las aletas de la placa terminal auxiliar finalmente dieron paso a aletas ventrales extendidas debajo del fuselaje trasero. La estabilidad direccional ahora era aceptable y las nuevas aletas ventrales también mejoraron la estabilidad longitudinal en alta g y en el enfoque de aterrizaje, además de retrasar la aparición de Mach buffet a M0.702. Debido a que están situadas en un área de separación de flujo, las nuevas aletas ventrales también causaron vibraciones desagradables. Tras los resultados de las pruebas de vuelo y al menos dos choques fatales, se actualizó un sistema efectivo de deshielo del plano posterior a todas las aeronaves restantes.

## Historia operacional
Se construyeron un total de 104 aeronaves, incluyendo el prototipo y los armazones de prueba estática, que entraron en servicio en la Dirección de Aeroflot de Ucrania de Aviación Civil desde el 27 de abril de 1959, resultando popular debido al gran volumen de carga (cuando está equipado con asientos reducidos) y un excelente rendimiento en el campo haciendo que la aeronave sea adecuada para su uso en pequeños aeródromos sin desarrollar. La Oficina de Antonov desarrolló y produjo simultáneamente el transporte militar mediano Antonov An-8, el avión civil An-10 y el transporte paracaidista militar, así como el transporte de carga militar Antonov An-12.
El 22 de abril de 1962, un An-10A pilotado por A. Mitronin logró un récord mundial de 500 km de velocidad de bucle cerrado, con un promedio de 730.6 kilómetros por hora (454.0 mph).
El 26 de febrero de 1960, en Leópolis, CCCP-11180 se estrelló debido a la reducción de la estabilidad longitudinal y la autoridad de control causada por la formación de hielo en el plano de cola.
El uso militar del An-10 fue bastante extenso, con 45 An-10TS construidos para el VTA, 16 volados exclusivamente por unidades militares y los 38 restantes prestados al Ministerio de Aviación Civil, así como las aeronaves volables que quedaban después del retiro del servicio Aeroflot .
El 18 de mayo de 1972, mientras descendía al Aeropuerto Internacional de Járkov, un An-10 se estrelló, matando a ocho tripulantes y 113 pasajeros. Una investigación reveló el agrietamiento por fatiga de los largueros de la sección central del ala en muchos de los aviones restantes. Luego de este accidente, Aeroflot dejó de operar el An-10.
Después de retirarse del servicio de Aeroflot el 27 de agosto de 1972, 25 aviones An-10A que estaban en buen estado fueron transferidos a las unidades VVS (Fuerza Aérea Soviética) y otras MAP (Ministerio de Producción de Aeronaves). Estos An-10A restantes se retiraron en 1974.
Algunos ejemplos se han conservado como exposiciones en museos, y varios se han convertido en teatros para niños (en Kiev, Samara y Novocherkassk).

## Operadores
Unión Soviética
- Aeroflot
- Fuerza Aérea Soviética

## Variantes
- Izdeliye U: la designación interna del avión de pasajeros con cuatro motores derivado del proyecto Izdeliye N An-8
- An-10: la designación de las versiones de prototipo y producción inicial equipadas con los motores Kuznetsov NK-4 o Ivchenko Ai-20A.
- An-10A: avión de producción a partir de diciembre de 1959 con mayor número de asientos, menor peso vacío / mayor carga útil y motores Ivchenko AI-20K.
- An-10AS: varios aviones modificados para el transporte de carga de paquetes pequeños sin asientos.
- An-10TS - (Transporte/Sanitario - transporte/ambulancia) 45 aviones ordenados para el VTA (Voyenno-Transportnaya Aviatsiya - brazo de transporte aéreo), con 38 préstamos al Ministerio de Aviación Civil.
- An-10KP - (Komandny Punkt - puesto de mando) Un solo avión (CCCP-11854) modificado como un puesto de mando aerotransportado para su uso en el aeródromo de Sperenberg, cerca de Berlín en el DDR.

## Accidentes e incidentes
Durante su vida, el An-10 experimentó 14 accidentes, con 373 muertes. El An-10 transportó más de 35 millones de pasajeros y 1.2 millones de toneladas de carga, y su competidor, el Il-18 sufrió 51 accidentes fatales con 1359 muertes durante el mismo período.
| Fecha                   | Lugar (Todos en la URSS) | Muertos | Breve descripción                                                                                            |
| ----------------------- | ------------------------ | ------- | --- |
| 29 de abril de 1958     | Vorónezh                 | 1/5     | Se estrelló durante el vuelo de prueba                                                                       |
| 16 de noviembre de 1959 | Lviv                     | 40/40   | Cayó en picado en el aterrizaje debido a la formación de hielo en las alas                                   |
| 26 de febrero de 1960   | Lviv                     | 32/33   | Cayó en picado en el aterrizaje debido a la formación de hielo en las alas                                   |
| 27 de enero de 1962     | Ulyanovsk                | 13/14   | Cayó en picado en el aterrizaje debido a la formación de hielo en las alas                                   |
| 28 de julio de 1962     | Sochi                    | 81/81   | Colisión en la montaña debido a un error del controlador                                                     |
| 2 de agosto de 1963     | Syktyvkar                | 7/7     | Ingreso de hielo en los motores durante el vuelo de entrenamiento.                                           |
| 8 de agosto de 1968     | Mirny                    | No data | Salió corriendo de la pista, chocó contra un vehículo                                                        |
| 12 de octubre de 1969   | Mirny                    | No data | Aterrizó corto de pista                                                                                      |
| 15 de mayo de 1970      | Kishinev                 | 11/11   | Pérdida de control durante el vuelo de entrenamiento durante la aproximación perdida simulada en dos motores |
| 8 de agosto de 1970     | Kishinev                 | 1/114   | Aterrizaje de emergencia en el campo debido a un incendio en vuelo                                           |
| 31 de marzo de 1971     | Voroshilovgrad           | 65/65   | Se estrelló en el enfoque debido a la separación ala                                                         |
| 12 de octubre de 1971   | Kishinev                 | No data | Aterrizaje brusco                                                                                            |
| Febrero de 1972         | Rostov                   | No data | Quemado durante el mantenimiento                                                                             |
| 18 de mayo de 1972      | Járkov                   | 122/122 | Ambas alas se cayeron durante el aterrizaje, fatiga del metal.                                               |

## Especificaciones Técnicas (An-10A)
Referencia datos: Stroud, John. Soviet Transport Aircraft since 1945

### Características generales
- Tripulación: 5
- Capacidad: 100
- Longitud: 34 m (111,5 ft)
- Envergadura: 38 m (124,7 ft)
- Altura: 9,8 m (32,2 ft)
- Superficie alar: 121,7 m² (1310,3 ft²)
- Peso vacío: 29 800 kg (65 679,2 lb)
- Peso cargado: 55 100 kg (121 440,4 lb)
- Planta motriz: 4× turbohélice Ivchenko AI-20.
  - Potencia: cada uno.
- Hélices: 1× cuadripala reversible por motor.

### Rendimiento
- Velocidad nunca excedida (Vne): 715 km/h (444 MPH; 386 kt)
- Velocidad crucero (Vc): 660 km/h (410 MPH; 356 kt)
- Alcance: 4075 km (2200 nmi; 2532 mi)
- Techo de vuelo: 11 000 m (36 089 ft)

### Desarrollos relacionados
- Antonov An-12

### Aviones similares
- Bristol Britannia
- Ilyushin Il-18
- Lockheed L-100 Hercules
- Vickers Vanguard